# Anna Rita Sidoti
Anna Rita Sidoti (Italia, 25 de julio de 1969-2015) es una atleta italiana, especializada en la prueba de 10 km marcha en la que llegó a ser campeona mundial en 1997.

## Carrera deportiva
En el Mundial de Atenas 1997 ganó la medalla de oro en los 10 km marcha, con un tiempo de 42:55.49 s, superando a las bielorrusas Olga Kardopoltseva y Valentina Tsybulskaya.
Al año siguiente, en el Campeonato Europeo de Atletismo de 1998 ganó la medalla de oro en la misma prueba, con un tiempo de 42:49 segundos, llegando a meta por delante de su compatriota Erica Alfridi y de la portuguesa Susana Feitor (bronce con 42:55 s).